# Баунеї
Баунеї (італ. Baunei, сард. Baunei, вен. Baunei) — муніципалітет в Італії, у регіоні Сардинія,  провінція Ольястра.
Баунеї розташоване на відстані близько 320 км на південний захід від Рима, 105 км на північний схід від Кальярі, 12 км на північ від Тортолі, 20 км на північний схід від Ланузеі.
Населення — 3669 осіб (2014).
Щорічний фестиваль відбувається 6 грудня. Покровитель — святий Миколай.

## Демографія
Населення за роками:

Станом на 1 січня 2023 року в муніципалітеті офіційно проживало 28 іноземців з 13 країн, серед них 15 громадян країн Євросоюзу та 1 громадянин України.

## Сусідні муніципалітети
- Доргалі
- Лотцораї
- Талана
- Трієї
- Урцулеї